# نیروهای مسلح مالزی
نیروهای مسلح مالزی (مالایی: Angkatan Tentera Malaysia-ATM) مجموعه نیروهای مسلح مالزی است، که از ارتش مالزی، نیروی دریایی سلطنتی مالزی و نیروی هوایی مالزی تشکیل می‌شود.